# Goodacre (cràter)

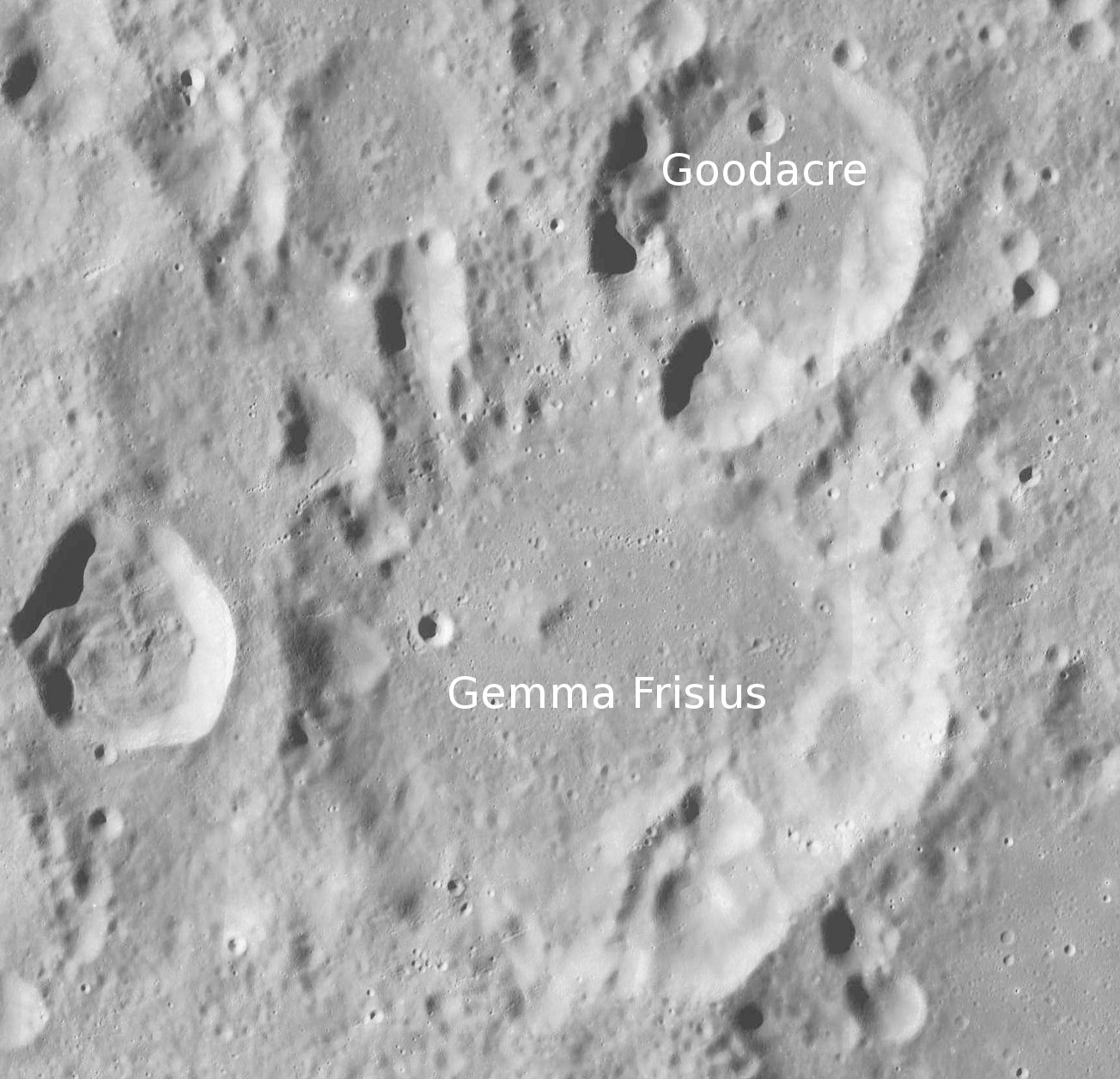
Gemma Frisius amb Goodacre. Fotografia de la missió Lunar Reconnaissance Orbiter

Goodacre és un cràter d'impacte situat en les accidentades serres del sud de la cara visible de la Lluna. En el seu costat nord-nord-est exterior està unit al cràter Gemma Frisius, una formació molt desgastada i molt més gran. Al voltant de dos diàmetres de distància al nord de Goodacre es troba el cràter Pontanus.
La vora externa ha estat desgastada per impactes més petits, especialment en el costat sud, molt danyat. El cràter satèl·lit Goodacre G, que presenta un perfil lleugerament deformat, es troba a l'altre costat de la zona on s'uneixen els brocals de Goodacre i de Gemma Frisius. El sòl interior posseeix una petita elevació central, amb un petit cràter a prop de la paret interna del costat nord. Es poden apreciar restes del material del sistema de marques radials del cràter Tycho al llarg del bord sud-oest de Goodacre, formant una línia tènue que travessa el pic central.

## Cràters satèl·lit
Per convenció aquests elements són identificats en els mapes lunars posant la lletra en el costat del punt central del cràter que està més prop de Goodacre.
|          | \| Goodacre \| Coordenades \| Diàmetre \| \| -------- \| ------------------------------------ \| -------- \| \| B \| 31° 48′ S, 13° 42′ E / 31.8°S,13.7°E \| 9 km \| \| C \| 32° 18′ S, 14° 12′ E / 32.3°S,14.2°E \| 5 km \| \| D \| 33° 24′ S, 15° 00′ E / 33.4°S,15.0°E \| 8 km \| \| E \| 32° 54′ S, 15° 30′ E / 32.9°S,15.5°E \| 6 km \| \| F \| 31° 54′ S, 14° 36′ E / 31.9°S,14.6°E \| 5 km \| \| G \| 33° 18′ S, 13° 54′ E / 33.3°S,13.9°E \| 16 km \| \| H \| 32° 48′ S, 16° 06′ E / 32.8°S,16.1°E \| 4 km \| \| K \| 30° 54′ S, 13° 30′ E / 30.9°S,13.5°E \| 11 km \| \| P \| 34° 00′ S, 16° 42′ E / 34.0°S,16.7°E \| 22 km \| |          |
| Goodacre | Coordenades | Diàmetre |
| B        | 31° 48′ S, 13° 42′ E / 31.8°S,13.7°E | 9 km     |
| C        | 32° 18′ S, 14° 12′ E / 32.3°S,14.2°E | 5 km     |
| D        | 33° 24′ S, 15° 00′ E / 33.4°S,15.0°E | 8 km     |
| E        | 32° 54′ S, 15° 30′ E / 32.9°S,15.5°E | 6 km     |
| F        | 31° 54′ S, 14° 36′ E / 31.9°S,14.6°E | 5 km     |
| G        | 33° 18′ S, 13° 54′ E / 33.3°S,13.9°E | 16 km    |
| H        | 32° 48′ S, 16° 06′ E / 32.8°S,16.1°E | 4 km     |
| K        | 30° 54′ S, 13° 30′ E / 30.9°S,13.5°E | 11 km    |
| P        | 34° 00′ S, 16° 42′ E / 34.0°S,16.7°E | 22 km    |